# Florian Zörgiebel
Florian Zörgiebel (* 15. November 1965) ist ein deutscher Curler. 
Sein internationales Debüt hatte Zörgiebel bei der Juniorenweltmeisterschaft 1985 in Perth, er blieb aber ohne Medaille.
Zörgiebel spielte als Third der deutschen Mannschaft bei den XV. Olympischen Winterspielen 1988 in Calgary im Curling. Die Mannschaft von Skip Andreas Kapp belegte den sechsten Platz.